# Uebeschi
Uebeschi ist eine Einwohnergemeinde im Schweizer Kanton Bern. Sie gehört zum Verwaltungskreis Thun.

## Geographie
Die Gemeinde Uebeschi, die sich über eine Fläche von 438 ha erstreckt, liegt in der Moränenlandschaft westlich von Thun auf den langgestreckten Hügelzügen zwischen Aareebene und Stockhornkette, einer rund 670 Meter hohen Erhebung, welche während der Eiszeit geformt wurde. Die Landschaft ist geprägt durch Drumlins, Wiesen, kleines Gehölz und Hecken und Eichen. Dazwischen liegen die Anfang des 20. Jahrhunderts entsumpften, schwarz-erdigen ehemaligen Torfmoore. In höheren Gebieten weisen die Drumlins einen Felskern auf. Im früheren Steinbruch im Gisisalwald gibt es sogenannte Aufschlüsse, an denen dieser kompakte, quarzhaltige Sandstein sichtbar ist. Aus geologischer Sicht befindet sich die Gemeinde Uebeschi in einem Molassebecken, der sogenannten helvetischen Decke.
Der nach der Gemeinde benannte Uebeschisee liegt ein paar hundert Meter südlich des Dorfes, gehört aber geographisch gesehen zum grösseren Teil zu den Gemeinden Höfen und Amsoldingen.

## Geschichte
Der Name des Dorfes, ein Flurname, lässt sich nicht ganz eindeutig bestimmen. Möglicherweise leitet er sich vom althochdeutschen libicahe (= Ort, wo der Eibisch wächst) ab. Der Eibisch ist ein malvenähnliches Heilkraut, das man in Uebeschi auch heute noch als Ibsche bezeichnet. Möglicherweise geht der Name aber auch auf das althochdeutsche iwa («Eibe») zurück. Urkundlich werden folgende Dorfnamen erwähnt: 1223 Ibisshe, 1236 Ibensche, 1240 Hibensche, 1242 Ybesche, 1320 Ibenschi.
Der Ursprung und die Bedeutung des Wappens sind nicht bekannt. Es wird erstmals um 1780 erwähnt und seit Beginn des 20. Jahrhunderts als Gemeindewappen verwendet. Zur Reinigung des Abwassers wurde die Gemeinde an die ARA Thunersee in der Uetendorfer Allmend angeschlossen.

## Politik
Die Stimmenanteile der Parteien anlässlich der Nationalratswahl 2023 betrugen: SVP 41,5 % (−3,7 %), EDU 21,2 % (+9,4 %), SP 7,6 % (+0,8 %), EVP 6,6 % (−0,7 %), glp 6,2 % (+0,6 %), Mitte 5,1 % (−2,8 %), GPS 4,8 % (−1,0 %), FDP 3,0 % (−1,4 %), SD 1,0 % (+0,9 %).

## Tourismus
Uebeschi und die umliegende Region werden vor allem von Wanderern und Radfahrern besucht. So führt auch der Jakobsweg (der Pilgerweg zum Grab des Apostels Jakobus in Santiago de Compostela in Spanien) durch Uebeschi. Der beschilderte Weg geht von Amsoldingen aus dem lang gezogenen, aussichtsreichen Hügel entlang, vorbei am Uebeschisee. Vor dem Dorf gabelt sich die Strecke. Der bisher markierte Weg führte nach rechts in Richtung Längenbühl, über den Dittligsee und Forst. Der neue Weg führt links hinauf, durch das Dorf Uebeschi hindurch und weiter über Honegg und anschliessend durch eine ehemalige Moränenlandschaft ins Gürbetal nach Blumenstein.

## Persönlichkeiten
- Christian Portner (1870–1951), Evangelist